# Roy Jans
Roy Jans (Bilzen, 15 de septiembre de 1990) es un ciclista belga que fue profesional entre 2012 y 2021.

## Palmarés
2012
- Kattekoers

2014
- 1 etapa de la Tropicale Amissa Bongo
- 2.º en el Campeonato de Bégica en Ruta
- Gooikse Pijl

2015
- 1 etapa de la Estrella de Bessèges

2016
- Premio Nacional de Clausura

2017
- Gran Premio de la Villa de Pérenchies

2018
- 1 etapa del Circuito de las Ardenas

2019
- 1 etapa del Tour de Antalya

## Equipos
- An Post-Sean Kelly (2012)
- Accent Jobs/Wanty (2013-2016)
  - Accent Jobs-Wanty (2013)
  - Wanty-Groupe Gobert (2014-2016)
- WB Veranclassic Aqua Protect (2017)
- Cibel-Cebon (2018)
- Corendon/Alpecin[2] (2019-2021)
  - Corendon-Circus (2019)
  - Alpecin-Fenix (2020-2021)